# Піт Вілсон
Пітер Бартон «Піт» Вілсон (англ. Peter Barton «Pete» Wilson; нар. 23 серпня 1933, Лейк-Форест, Іллінойс) — американський політик. Він був мером Сан-Дієго з 1971 по 1983, сенатором США від штату Каліфорнії з 1983 по 1991 і 36-им губернатором штату Каліфорнія з 1991 по 1999 роки. Член Республіканської партії.

## Життєпис
Вілсон отримав ступінь бакалавра з англійської мови в Єльському університеті, служив у морській піхоті США. Пізніше став доктором права в Університеті Каліфорнії, Берклі. Працював на кампанію Річарда Ніксона під час виборів губернатора Каліфорнії у 1962 році, Баррі Голдвотера у президентській гонці у 1964 році і був членом Асамблеї штату Каліфорнія, нижньої палати законодавчих зборів штату, з 1967 по 1971.